# Montcony
Montcony és un municipi francès, situat al departament de Saona i Loira i a la regió de Borgonya - Franc Comtat. L'any 2007 tenia 271 habitants.

## Demografia

### Població
El 2007 la població de fet de Montcony era de 271 persones. Hi havia 104 famílies, de les quals 28 eren unipersonals (28 homes vivint sols), 40 parelles sense fills i 36 parelles amb fills.
La població ha evolucionat segons el següent gràfic:
Habitants censats

### Habitatges
El 2007 hi havia 167 habitatges, 109 eren l'habitatge principal de la família, 50 eren segones residències i 8 estaven desocupats. 166 eren cases i 1 era un apartament. Dels 109 habitatges principals, 94 estaven ocupats pels seus propietaris, 14 estaven llogats i ocupats pels llogaters i 1 estava cedit a títol gratuït; 2 tenien dues cambres, 17 en tenien tres, 38 en tenien quatre i 52 en tenien cinc o més. 77 habitatges disposaven pel capbaix d'una plaça de pàrquing. A 45 habitatges hi havia un automòbil i a 52 n'hi havia dos o més.

### Piràmide de població
La piràmide de població per edats i sexe el 2009 era:
| Homes | Edats   | Dones |
| ----- | ------- | ----- |
| 0     | 95 o +  | 0     |
| 4     | 90 a 94 | 4     |
| 0     | 85 a 89 | 4     |
| 8     | 80 a 84 | 0     |
| 0     | 75 a 79 | 12    |
| 4     | 70 a 74 | 16    |
| 16    | 65 a 69 | 16    |
| 4     | 60 a 64 | 4     |
| 16    | 55 a 59 | 4     |
| 0     | 50 a 54 | 12    |
| 0     | 45 a 49 | 4     |
| 16    | 40 a 44 | 8     |
| 8     | 35 a 39 | 12    |
| 0     | 30 a 34 | 4     |
| 8     | 25 a 29 | 4     |
| 0     | 20 a 24 | 0     |
| 4     | 15 a 19 | 12    |
| 4     | 10 a 14 | 0     |
| 4     | 5 a 9   | 12    |
| 0     | 0 a 4   | 12    |

## Economia
El 2007 la població en edat de treballar era de 142 persones, 112 eren actives i 30 eren inactives. De les 112 persones actives 106 estaven ocupades (60 homes i 46 dones) i 6 estaven aturades (2 homes i 4 dones). De les 30 persones inactives 14 estaven jubilades, 4 estaven estudiant i 12 estaven classificades com a «altres inactius».

### Ingressos
El 2009 a Montcony hi havia 113 unitats fiscals que integraven 272 persones, la mediana anual d'ingressos fiscals per persona era de 14.863,5 €.

### Activitats econòmiques
Dels 13 establiments que hi havia el 2007, 1 era d'una empresa de fabricació d'altres productes industrials, 3 d'empreses de construcció, 5 d'empreses de comerç i reparació d'automòbils, 2 d'empreses d'hostatgeria i restauració, 1 d'una entitat de l'administració pública i 1 d'una empresa classificada com a «altres activitats de serveis».
Dels 5 establiments de servei als particulars que hi havia el 2009, 1 era un taller de reparació d'automòbils i de material agrícola, 1 paleta, 1 fusteria, 1 perruqueria i 1 restaurant.
L'únic establiment comercial que hi havia el 2009 era una botiga de menys de 120 m².
L'any 2000 a Montcony hi havia 23 explotacions agrícoles que ocupaven un total de 801 hectàrees.

## Equipaments sanitaris i escolars
El 2009 hi havia una escola elemental integrada dins d'un grup escolar amb les comunes properes formant una escola dispersa.

## Poblacions més properes
El següent diagrama mostra les poblacions més properes.